# Черниця (притока Дністра)
Черни́ця — річка в Україні, у межах Стрийського та Миколаївського районів Львівської області.
Права притока Дністра (басейн Чорного моря).

## Опис
Довжина річки 23 км, площа басейну 56 км². Річище помірнозвивисте, в багатьох місцях випрямлене та обваловане. Заплава місцями заболочена. У верхній течії протікає через значний лісовий масив.

## Розташування
Витоки розташовані на захід від села Вівні. Річка тече переважно на північний схід. Впадає до Дністра на північний схід від села Черниці.
Притоки: невеликі потічки.